# Okręty podwodne typu Émeraude
Okręty podwodne typu Émeraude – francuskie okręty podwodne z początku XX wieku i okresu I wojny światowej. W latach 1903–1910 w stoczniach Arsenal de Cherbourg i Arsenal de Toulon zbudowano po trzy okręty tego typu. Jednostki weszły w skład Marine nationale w latach 1908–1910. Dwie jednostki stracono podczas działań wojennych, a pozostałe wycofano ze służby w listopadzie 1919 roku.

## Projekt i budowa
Okręty podwodne typu Émeraude zamówione zostały na podstawie programu rozbudowy floty francuskiej z 1903 roku. Zaprojektował je inż. Gabriel Maugas, dostosowując swój poprzedni projekt (Farfadet) do napędu dwuśrubowego. Okręty miały niewielki zapas pływalności w położeniu nawodnym oraz występowały na nich częste awarie silników Diesla, co znacznie wydłużyło okres prób i opóźniło wprowadzenie do służby.
Spośród sześciu okrętów typu Émeraude trzy zbudowane zostały w Arsenale w Cherbourgu i trzy w Arsenale w Tulonie. Stępki okrętów położono w październiku 1903 roku, a zwodowane zostały w latach 1906-1908. Nazwy okrętów nawiązywały do kamieni szlachetnych.
| Okręt             | Stocznia             | Początek budowy  | Wodowanie         | Wejście do służby |
| ----------------- | -------------------- | ---------------- | ----------------- | ----------------- |
| „Émeraude” (Q41)  | Arsenal de Cherbourg | październik 1903 | 6 sierpnia 1906   | październik 1908  |
| „Opale” (Q42)     | Arsenal de Cherbourg | październik 1903 | 20 listopada 1906 | 1908              |
| „Rubis” (Q43)     | Arsenal de Cherbourg | październik 1903 | 26 czerwca 1907   | 1909              |
| „Saphir” (Q44)    | Arsenal de Toulon    | październik 1903 | 6 lutego 1908     | 1909              |
| „Topaze” (Q45)    | Arsenal de Toulon    | październik 1903 | 2 lipca 1908      | 1910              |
| „Turquoise” (Q46) | Arsenal de Toulon    | październik 1903 | 3 sierpnia 1908   | grudzień 1910     |

## Dane taktyczno–techniczne
Jednostki typu Émeraude były małymi okrętami podwodnymi o konstrukcji jednokadłubowej. Długość całkowita wynosiła 44,9 metra, szerokość 3,9 metra i zanurzenie 3,6 metra. Wyporność w położeniu nawodnym wynosiła 392 tony, a w zanurzeniu 425 ton. Okręty napędzane były na powierzchni przez dwa silniki Diesla Sautter-Harlé o łącznej mocy 600 koni mechanicznych (KM). Napęd podwodny zapewniały dwa silniki elektryczne Sautter-Harlé o łącznej mocy 450 KM. Dwuśrubowy układ napędowy pozwalał osiągnąć prędkość 11,5 węzła na powierzchni i 9,25 węzła w zanurzeniu. Zasięg wynosił 2000 Mm przy prędkości 7,25 węzła w położeniu nawodnym oraz 100 Mm przy prędkości 5 węzłów pod wodą. Dopuszczalna głębokość zanurzenia wynosiła 40 metrów.
Okręty wyposażone były w sześć wyrzutni torped kalibru 450 mm (cztery wewnętrzne na dziobie i dwie na rufie), z łącznym zapasem 6 torped. Od sierpnia 1915 roku „Topaze” oraz „Turquoise” wyposażono w działko pokładowe kal. 37 mm L/40 M1902. Załoga jednego okrętu składała się z 21 (później 23) oficerów, podoficerów i marynarzy.

## Przebieg służby
Okręty typu Émeraude zostały wcielone do służby w Marine nationale w latach 1908–1910. Jednostki otrzymały numery taktyczne Q41-Q46. W okresie I wojny światowej okręty pełniły służbę na Morzu Śródziemnym. Dwa z nich („Saphir” i „Turquoise”) zostały skierowane w rejon Dardaneli w celu niszczenia tureckiej żeglugi. 15 stycznia 1915 roku na Morzu Marmara „Saphir” wszedł na minę i zatonął z częścią załogi (w tym dowódcą), zaś „Turquoise” został zatopiony przez turecką artylerię na Morzu Marmara 30 października 1915 roku. Podniesiony przez Turków, otrzymał nazwę „Mustadieh Ombashi”, lecz nigdy nie wszedł do służby. Po wojnie został sprowadzony do Francji i wraz z pozostałymi czterema okrętami 12 listopada 1919 roku skreślono go z listy floty.